# Vaterpolsko prvenstvo Jugoslavije 1947.
Vaterpolsko prvenstvo Jugoslavije za 1947. godinu je osvojio Hajduk iz Splita. 

## Konačni poresdak finala s osvojenim bodovima
```
 1. Hajduk Split            10
 2. Jug Dubrovnik            7
 3. Mladost Zagreb           6
 4. Partizan Beograd         4
 5. Primorje Rijeka          3
 6. Enotnost Ljubljana       0
  .
 7. Proleter Zrenjanin
 8. Crvena zvezda Beograd
 9. Mladost Osijek
10. Dinamo Vinkovci
11. Torpedo Sarajevo
```